# Sarbia (Krosno Odrzańskie)
Sarbia (deutsch Münchsdorf) ist ein Dorf in der Stadt-und-Land-Gemeinde Krosno Odrzańskie im Powiat Krośnieński.

## Geographie
Es liegt auf einer Höhe von etwa 38 Metern über dem Meeresspiegel in der Woiwodschaft Lebus in Polen. Die Oder fließt etwa einen Kilometer nördlich von Sarbia von Ost nach West in Richtung der deutsch-polnischen Grenze. Die naheliegendsten Nachbarorte sind das etwa zwei Kilometer südwestlich gelegene Czarnowo und das etwa 2,5 Kilometer nordöstlich gelegene Retno. Die Stadt Krosno Odrzańskie liegt etwa 6,5 Kilometer in östlicher Richtung von Sarbia entfernt. Haupteinnahmequellen des Dorfes sind die Forst- und Landwirtschaft.

## Geschichte
Das Dorf Münchsdorf wurde von Mönchen des Zisterzienserklosters Leubus gegründet. 1226 wurde die Martinskirche geweiht. 1530 wurde es mit der Propstei Güntersdorf verkauft. In dieser Zeit wurde es als slawisches Dorf (villa slavica) bezeichnet.
Noch bis ins frühe 18. Jahrhundert gehörte der Ort zum niedersorbischen Sprachgebiet.
Im 19. Jahrhundert gehörte das Dorf zum Kreis Crossen in der brandenburgischen Neumark. 1933 und 1939 lebten dort 596 Einwohner.